# Ночной мир
«Ночной мир» (англ. Nightworld) — триллер с элементами фильма ужасов 2017 года чилийского кинорежиссёра Патрисио Вальядареса , снятый по сценарию Милана Коньевича с Джейсоном Лондоном и Робертом Инглундом в главных ролях.

## Сюжет
Главный герой, Бретт — бывший сотрудник полиции Лос-Анджелеса, который в целях самообороны застрелил подростка. После этого он уходит с работы и переезжает жить в Болгарию, где знакомится с Анной. Они счастливо живут некоторое время, после чего девушка совершает суицид. Это вгоняет Бретта в депрессию, и чтобы помочь ему справиться с ней, его приятель Алекс наталкивает его на мысль устроиться охранником в замке в Софии. Это должно помочь Бретту отвлечься от мыслей о смерти Анны и избавиться от кошмарных снов, работая в ночную смену.
Поначалу всё кажется довольно простым: нужно всего лишь следить за камерами видеонаблюдения и сообщать о всех странностях менеджеру Мартину. Однако всё меняется, когда Бретта начинает посещать слепой старик Джейкоб, также когда-то работавший здесь сторожем. По его словам, в замке таятся тёмные силы, которые рано или поздно вырвутся наружу.

## В ролях
- Джейсон Лондон — Бретт Ирлэм
- Роберт Инглунд — Джейкоб
- Лорина Камбурова — Зара
- Джанни Капальди — Мартин
- Атанас Сребрев — Алекс

## Производство
Съёмки проходили в Болгарии, на ролях второго плана были задействованы местные актёры. Съёмки заняли 18 дней.
По словам режиссёра, «Ночной мир» стал смесью таких фильмов, как «Девятые врата» (1999) и «Синистер» (2012).

## Критика
Ноэль Мюррей из Los Angeles Times охарактеризовал фильм как «атмосферный триллер», отметив его «глубокий тёмный вид», но раскритиковал отсутствие развития сюжета.